# Simeó Estudita
Simeó Estudita (grec antic: Συμεών o Συμεάνης, llatí: Symeon o Simeon Studita) va ser un monjo romà d'Orient del monestir d'Estúdion.
De l'època i la vida d'aquest Simeó no se'n sap res. Un monjo de nom Simeó va tenir correspondència amb Teodor Estudita, però no es pot saber si es tracta del mateix personatge.
Es conserven alguns Τροπάρια, Cantica o himnes, de Simeó, del que se sap que era un monjo del Convent d'Estúdion de Constantinoble, i que es van trobar entre altres manuscrits en un convent de Roma. Lleó Al·laci, que els va llegir, diu que es podien utilitzar pels serveis de l'església. Va publicar els versos inicials de cadascuna, que es relacionaven possiblement amb la crucifixió, l'enterrament i la resurrecció de Crist.
Al·laci creu que aquest Simeó és una persona diferent de Simeó el Pietós també anomenat Estudita, que elogia molt un altre Simeó, Simeó el Nou Teòleg, en una oració titulada De Poenitentia et Compunctione.